# Pelobates
Pelobates Wagler, 1830 è un genere di anfibi dell'ordine degli Anuri. È l'unico genere della famiglia Pelobatidae.

## Sistematica
Comprende 6 specie :
- Pelobates balcanicus Karaman, 1928
- Pelobates cultripes (Cuvier, 1829)
- Pelobates fuscus (Laurenti, 1768)
- Pelobates syriacus Boettger, 1889
- Pelobates varaldii Pasteur e Bons, 1959
- Pelobates vespertinus (Pallas, 1771)

## Descrizione
Sono caratterizzati nell'avere una cintura scapolare di tipo arcifero (cioè le due metà si sovrappongono parzialmente) e mancano di costole.

## Distribuzione

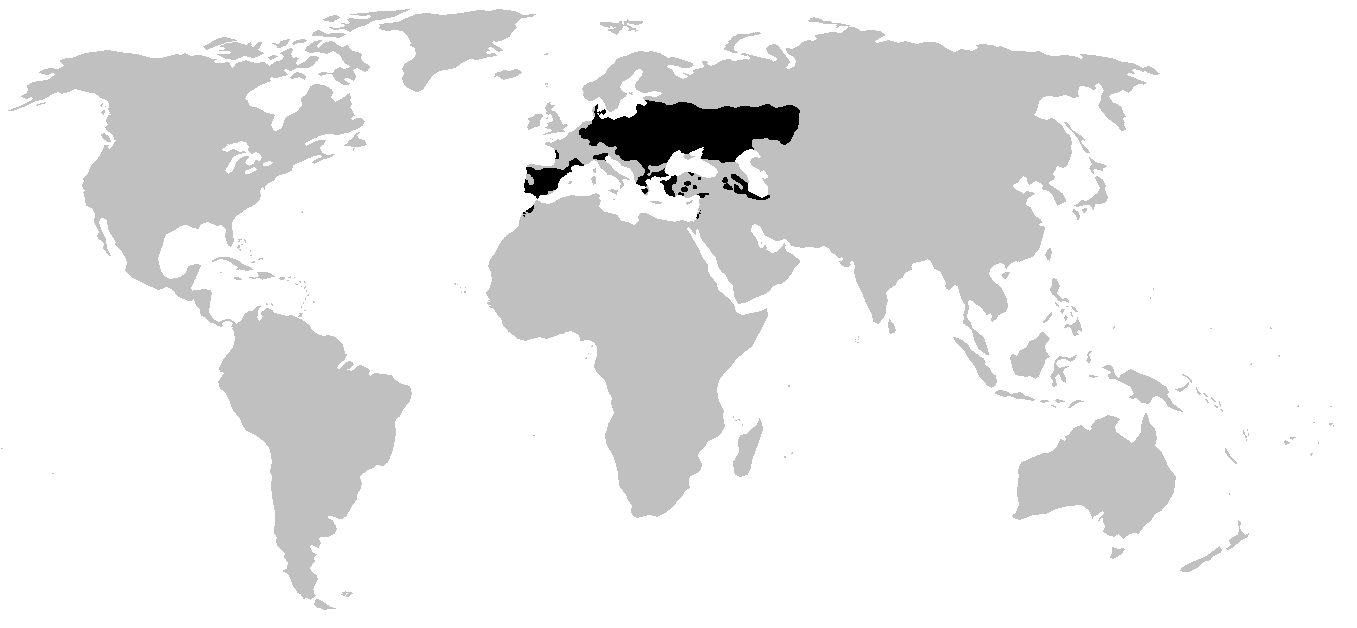

È diffuso in Europa, nell'Africa nord-occidentale e nell'Asia occidentale.